# Білик Микола Якимович
Микола Якимович Білик (1878 — 19??) — український громадсько-політичний діяч. Член Української Центральної Ради. Член Всеукраїнської ради селянських депутатів від Черкаського повіту Київської губернії. Гласний Черкаської повітової народної ради, обраних на строк до 1 січня 1919 року. Вільний козак селища Кумейки Шелепухінського повіту.